# Alice Halicka
Alice Halicka oder Alicja Halicka (* als Alice Rosenblatt, 20. Dezember 1894 in Krakau, Österreich-Ungarn; † 30. Dezember 1974 in Paris) war eine französische Malerin und Illustratorin polnischer Herkunft und Ehefrau des kubistischen Malers Louis Marcoussis. Ihr Werk wird der École de Paris zugeschrieben. 

## Leben
Alice Halicka, Tochter eines jüdischen Arztes, wuchs in der Schweiz und in Österreich auf. Sie studierte Malerei bei Józef Pankiewicz, Leon Wyczółkowski und Wojciech Weiss in der von Maria Niedzielska geleiteten privaten Kunstschule für Frauen in Krakau. Nach einem kurzen Aufenthalt in München zog sie 1912 nach Paris, wo sie unter Paul Sérusier und Maurice Denis an der Académie Ranson und bei Fernand Cormon ihre Studien fortsetzte. Sie lernte Louis Marcoussis kennen, den sie 1913 heiratete. Durch ihn kam sie in den Kreis der Kubisten, dem sie bis zum Jahr 1921 angehörte. Auf einer Ausstellung 1914 im Salon des Indépendants erwähnte Guillaume Apollinaire ihre kubistischen Stillleben. Marcoussis diente während des Ersten Weltkriegs in der Armee; sie flüchtete in die Normandie und widmete sich der Malerei. Nach seiner Rückkehr riet er ihr von der Malerei ab, da er der Ansicht war, ein Kubist reiche in der Familie. Halicka verbannte oder zerstörte einen Teil ihrer Gemälde, änderte ihren Stil und löste sich vom Kubismus. Durch Vermittlung von Raoul Dufy arbeitete sie 1919 für Bianchini, eine Seidenmanufaktur in Lyon.
Im Jahr 1921 reiste Halicka nach Polen und malte ihre Motive, die sich dem Alltagsleben des jüdischen Viertels in Krakau widmeten, im Stil des polnischen Post-Impressionismus. 1922 wurde das einzige Kind des Paars, Madeleine (Malène), geboren. 1925 illustrierte sie mehrere Bücher, beispielsweise Enfantines von Valéry Larbaud und Les Enfants du Ghetto von Israel Zangwill. Zwischen 1935 und 1937 besuchte sie dreimal New York, wo sie 1935 an einer Werbeveranstaltung für Helena Rubinstein mitwirkte und 1937 an der Dekoration und den Kostümen für Igor Stravinskys Ballett Le Baiser de la Fée, das in der Metropolitan Opera unter der Choreografie von George Balanchine aufgeführt wurde.
Die Familie zog 1939 nach Cusset nahe Vichy, wo Louis Marcoussis 1941 starb. Während des Zweiten Weltkriegs wechselte Halicka regelmäßig ihren Wohnsitz und lebte beispielsweise in Marseille, Wien und in Chamonix. Nach dem Ende des Kriegs kehrte sie 1945 nach Paris zurück, stellte in der Galerie de l’Elysée zum Thema „Paris“ aus, verfasste 1946 ihre Autobiografie Hier (Souvenirs) und schrieb für Les Nouvelles Littéraires die Kolumne A l’ombre du Bateau-Lavoir (Im Schatten des Bateau-Lavoir). Die folgenden Jahre waren gekennzeichnet durch Reisen zu Ausstellungen ihrer Werke innerhalb Europas, nach Indien, wo sie drei Monate lebte, in die Vereinigten Staaten und in die UdSSR. Ihr Malstil war nun dem Surrealismus angenähert.
Alice Halicka starb 1974 in Paris und wurde in Cusset begraben.

## Werk
Das Werk Alice Halickas zeichnet sich durch eine strenge Konstruktion aus, es umfasst unter anderem zahlreiche Themen aus der Architektur. Ihre Ölgemälde zeigen Landschafts- und Städtebilder sowie Stillleben; hinzu kommen dekorative Arbeiten auf Stoff, Paravents für Helena Rubinstein, Collagen, Bühnenbilder für Ballette, Aquarelle, Zeichnungen, Stiche und Illustrationen für literarische Werke. Für die Städtebildern, die beispielsweise von Paris, Benares, New York und Warschau entstanden, machte sie sich mit vier Kulturen vertraut, die sie die „vier menschlichen Mentalitäten“ nannte.

## Veröffentlichung
- Alice Halicka: Hier : souvenirs. Paris : Éditions du Pavois, 1946